# Гетто в Хотимске
Гетто в Хо́тимске (август 1941 — 4 сентября 1942) — еврейское гетто, место принудительного переселения евреев посёлка Хотимск Могилёвской области и близлежащих населённых пунктов в процессе преследования и уничтожения евреев во время оккупации территории Белоруссии войсками нацистской Германии в период Второй мировой войны.

## Оккупация Хотимска и создание гетто
В 1939 году в посёлке Хотимск проживали 786 евреев — 24,6 % населения.
Посёлок был захвачен немецкими войсками 15 августа 1941 года, и оккупация продлилась более двух лет — до 26 сентября 1943 года.
В конце августа 1941 года немцы, реализуя нацистскую программу уничтожения евреев, организовали в местечке огороженное колючей проволокой и охраняемое полицейскими гетто.
Евреям запретили выходить без нашитых на верхнюю одежду меток, согнали в район нынешней улицы КИМа и использовали на принудительных работах.
В 1942 году территорию гетто ужали до нескольких домов возле парка при впадении реки Ольшовкина в реку Беседь и огородили забором. В конце Набережной улицы жили полицейские, и если кто-то из узников пытался уйти из города, их задерживали и возвращали в гетто. Такие полицейские посты стояли на всех выходах из города.

## Уничтожение гетто
4 (5 августа) сентября 1942 года последних ещё живых евреев Хотимска — более 780 (770, от 600 до 700) человек, в подавляющем большинстве это были женщины, дети и старики, — расстреляли и закопали в противотанковом рву в районе льнозавода. Перед смертью раздетых догола людей зверски избили. Младенцев закапывали живыми или убивали ударом приклада.
«Акцию» (таким эвфемизмом нацисты называли организованные ими массовые убийства) проводили немцы и полицаи. Людей по несколько человек приводили ко рву, приказывали лечь лицом вниз и убивали. Пытавшихся бежать расстреливали и тела скидывали в ров. Многих закопали живыми.
Бывший судья Хотимска, белорус Шагов, лично отвёл свою жену-еврейку и двухлетнюю дочь полицаям, чтобы их отвели на расстрел.

## Случаи спасения
Только одна женщина смогла убежать во время расстрела — побежала к реке Беседь, переплыла её, спряталась в зарослях от пуль полицаев и выжила.
Фильченко Феоктиста Афанасьевна и её дочь Сидорина Галина Павловна спасли еврейского мальчика Наймарка (Кенькина) Юру.

## Память
Опубликованы неполные списки жертв геноцида евреев в Хотимске.
На братской могиле убитых в 1947 году был установлен памятник.